# Daniel Gildenlöw
Daniel Gildenlöw (ur. 5 czerwca 1973 w Eskilstunie) – szwedzki muzyk, kompozytor, wokalista i multiinstrumentalista, a także producent muzyczny, wokalista i gitarzysta zespołu Pain of Salvation.
Do 2011 roku wraz z zespołem nagrał m.in. osiem albumów studyjnych. W latach 2002–2004 był członkiem formacji The Flower Kings. W 2001 i w 2010 roku jako muzyk koncertowy współpracował z zespołem Transatlantic. Przez krótki okres grał w deathmetalowym zespole Crypt of Kerberos, współtworzył również tribute band Hammer of the Gods. Wystąpił ponadto gościnnie na płytach takich wykonawców jak: Genius: A Rock Opera, Spastic Ink, Axamenta, Dream Theater, Ephrat, Ayreon oraz For All We Know.
Ma młodszego brata Kristoffera, który także jest muzykiem. Daniel Gildenlöw jest endorserem gitar polskiego producenta firmy Mayones. Przedsiębiorstwo wytwarza sygnowane przez muzyka instrumenty z serii Regius Elements. 

## Dyskografia
The Flower Kings
- Unfold the Future (2002, InsideOut Music)
- Meet the Flower Kings (2003, InsideOut Music)
- Adam & Eve (2004, InsideOut Music)
- The Road Back Home (2007, InsideOut Music)

Inne
- Arcana - Dark Age Of Reason (1996, Cold Meat Industry)[6]
- Genius: A Rock Opera - Episode 1: A Human Into Dreams' World (2002, Frontiers Records, gościnnie śpiew)
- Soviac - GMC Out In The Fields (2002, Chalksounds, gościnnie gitara)[7]
- Transatlantic - Live in Europe (2003, InsideOut Music)
- Spastic Ink - Ink Compatible (2004, Eclectic Electric, gościnnie śpiew)[8]
- Genius: A Rock Opera - Episode 2: In Search Of The Little Prince (2004, Frontiers Records, gościnnie śpiew)
- Crypt of Kerberos - The Macrodex of War (2005, Bleed Records)
- Hammer of the Gods - Two Nights in North America (2005, YtseJam Records)[9]
- Axamenta - Ever-Arch-I-Tech-Ture (2006, Shiver Records, gościnnie śpiew)[10]
- Genius: A Rock Opera - Episode 3: The Final Surprise (2007, Frontiers Records, gościnnie śpiew)
- Dream Theater - Systematic Chaos (2007, Roadrunner Records, gościnnie głos)[11]
- Ayreon - 01011001 (2008, InsideOut Music, gościnnie śpiew)[12]
- Ephrat - No Ones Words (2008, InsideOut Music, gościnnie śpiew)
- Harmony - Chapter II: Aftermath (2008, Ulterium Records/Nightmare Records, gościnnie śpiew)[13]
- Transatlantic - Whirld Tour 2010: Live in London (2010, Metal Blade Records)[14]
- For All We Know - For All We Know (2011, Rough Trade, gościnnie śpiew)[15]
- Tristema - Dove Tutto È Possibile (2012, Ag Studio)